# Хатъяй (аэропорт)
Международный аэропорт Хатъяй (тайск. ท่าอากาศยานหาดใหญ่), (ИАТА: HDY, ИКАО: VTSS) — гражданский аэропорт, обслуживающий коммерческие авиаперевозки города Хатъяй (провинция Сонгхла, Таиланд). Находится под управлением государственной компании Аэропорты Таиланда.

## Общие сведения
Международный аэропорт Хатъяй расположен на высоте 27 метров над уровнем моря, эксплуатирует семь рулёжных дорожек и одну взлётно-посадочную полосу размерами 3050х45 метров с асфальтовым покрытием. Общая площадь перрона составляет 56 461 квадратных метров.
Пропускная способность аэропорта — 30 операций взлётов и посадок в час.
Ежегодно международный аэропорт Хатъяй обслуживает более двух миллионов пассажиров, более 9500 рейсов и 12 тысяч тонн различных грузов.
Аэропорт является важным транспортным пунктом для мусульман, совершающих паломничество в Мекку.

## Инциденты
3 апреля 2005 года в ходе конфликта в Южном Таиланде радикальными сепаратистами в терминале аэропорта была взорвана бомба. Погиб один пассажир, ещё десять человек были ранены.